# Huseatîn, Ucraina
Huseatîn (în ucraineană Гусятин) este așezarea de tip urban de reședință a raionului Huseatîn din regiunea Ternopil, Ucraina. În afara localității principale, nu cuprinde și alte sate.

## Demografie
Componența lingvistică a așezării de tip urban Huseatîn
     Ucraineană (98,16%)
     Rusă (1,43%)
     Alte limbi (0,28%)
Conform recensământului din 2001, majoritatea populației așezării de tip urban Huseatîn era vorbitoare de ucraineană (98,16%), existând în minoritate și vorbitori de rusă (1,43%).